# Колација
Колација су подаци на каталошком листићу који се односе на број страна и томова, илустрације, формат и пропратни материјал публикације. Пагинација, илустрације и формат означавају се по одређеним правилима. Колација означава утврђивање изворности текста, поређење више рукописа или издања истог дела како би се установила аутентичност, што је темељ текстуалне анализе и неопходност при поступку издавања критичког издања.
Колација представља сакупљање писаних података (писане документације) у стандардном редоследу. То је процес организације речи или информација који није ограничен распоређивањем само словима алфабета. Многи системи колације заснивају се на нумеричком или алфабетном редоследу. Колација је неопходан елемент за административне системе уношења података, библиотечке каталоге и референтне књиге.
Листа речи која се прави поступком колације је основа многих система уношења података, библиотечких каталога и референтних књига. Битно је разликовати теме класификација од колација, јер се класификација везује за уређивање информација у логичке категорије, док се колација везује за распоређивање тих логичких категорија.

## Предности сортираних листа
- лакше проналажење првих n елемената и последњих n елемената

- лакше проналажење елемената у датом опсегу

- једноставнија претрага одређеног елемента укључујући и податак да ли је елемент на листи, преко бинарног система претраге.

## Колациони системи

### Нумеричко сортирање, сортирање једнообразних карактера
Компјутери могу користити текстуалну информацију, тј. сет карактера који прописује нумерички code point за свако слово или глиф.

### Алфабетни редослед
Састоји се из конвенционалног редоследа слова у алфабету (абецеди). Принцип је такав да речи на листи које почињу истим словом, треба да буду груписане заједно. Принцип распоређивања се користи у случајевима када се слова разликују.
Пример:
- Астрофизика

- Астролаб

- Астрономија

Редослед се прави према првом слову које се у датим речима разликује. Према абецедном редоследу, ф је пре л, а л је пре н. По том принципу су претходне речи распоређене.
Разлика између компјутерског нумеричког распоређивања и алфабетног редоследа јасна је у језицима који користе проширени латински алфабет. Пример за то је шпански, који у свом алфабету има 30 слова. Слово ñ долази после n, такође ch и ll (користе се као двословне комбинације). Нумерички редослед може распоредити слово ñ нетачно, пратећи z, ch као c+h. Сличне разлике постоје у нумеричком и алфабетном сортирању у данском, норвешком, немачком, исландском, енглеском језику...

### Потезно сортирање (Radical-and-stroke sorting)
Користи се у знаковним системима, којим се, између осталих, управљају кинески и јапански језик.

### Мултилингвално сортирање
Када листе које чине називи речи треба да буду распоређене, али се не могу заједно распоредити по одређеном контексту зато што не припадају само једном језику, користи се Unicode Collation Algorithm.

## Могуће компликације и решења проблема

### Конвенције у типографији и системима сортирања
Алфабети нису једини системи записивања. Нека слова се често остављају у алфабету, иако се не користе у писању. Без обзира на тај податак, та слова стоје у нумерацији.

### Сложене речи или специјални карактери
Проблем се јавља због неслагања у томе како да се одређене речи распореде у текстовима. Једно решење је да се отклони простор између две или више речи, а други је да се простор рачуна као карактер који се распоређује пре бројева и слова.

### Распоређивање имена и презимена
У културама у којима се презимена пишу после имена, пожељно је ставити прво презиме. У тим случајевима и имена морају бити додатно редом распоређена.

### Распоређивање бројева
Растући редослед бројева разликује се од алфабетног. Број 11 је пре броја 2 према алфабету. Овај проблем се решава додавањем нуле испред броја, па је тако 11 после 02.